# List przedznaczkowy

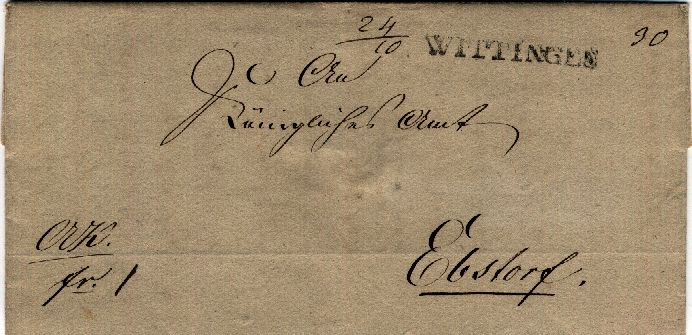
List z 1834 roku

List przedznaczkowy – rodzaj przesyłki pocztowej, która była użyta w obrocie pocztowym przed ukazaniem się pierwszych znaczków pocztowych na danym obszarze. Listy przedznaczkowe w zależności od okresu z jakiego pochodziły, zawierały różne adnotacje lub stemple określające czas i miejsce nadania, uiszczoną opłatę, ciężar, zawartość i tym podobne.